# La educación de las hadas
La educación de las hadas is een film uit 2006, geregisseerd door José Luis Cuerda. De film is gebaseerd op het boek L'Éducation d'une fée van de Franse schrijver Didier Van Cauwelaert

## Verhaal
Nicolás is alleenstaand en ontwerper van speelgoed. Tijdens een vlucht van Alicante naar Barcelona ontmoet Nicolás weduwe en ornitholoog Ingrid, en haar zoon Raúl, een jongen met veel fantasie. Ze worden verliefd en samen met Raúl beleven ze een periode vol geluk. Alles verandert wanneer Ingrid op een dag zonder aanwijsbare reden besluit een punt achter de relatie te zetten.

## Rolverdeling
| Acteur          | Personage   |
| --------------- | ----------- |
| Ricardo Darín   | Nicolás     |
| Irène Jacob     | Ingrid      |
| Bebe            | Sezar       |
| Víctor Valdivia | Raúl        |
| Jordi Bosch     | Matarredona |

## Ontvangst

### Prijzen en nominaties
De film won 1 prijs en werd voor 4 andere genomineerd. Een selectie:
| Jaar | Evenement                      | Categorie                | Genomineerde                         | Resultaat   |
| ---- | ------------------------------ | ------------------------ | ------------------------------------ | ----------- |
| 2007 | Premios Goya (21ste editie)    | Beste debuterend actrice | Bebe                                 | Genomineerd |
| 2007 | Premios Goya (21ste editie)    | Beste bewerkt scenario   | José Luis Cuerda                     | Genomineerd |
| 2007 | Premios Goya (21ste editie)    | Beste origineel nummer   | Bebe, Lucio Godoy ("Tiempo pequeño") | Gewonnen    |
| 2008 | Cóndor de Plata (56ste editie) | Beste bewerkt scenario   | José Luis Cuerda                     | Genomineerd |